# 丫洲
丫洲（英語：A Chau，舊譯）是香港的一個島嶼，地區行政上屬於大埔區。位於城門河出海口對開，吐露港中央，馬屎洲以南，呈南北向的長條狀，面積約0.035平方公里，海拔高處為26.8米。馬屎洲特別地區範圍涵蓋丫洲在內。

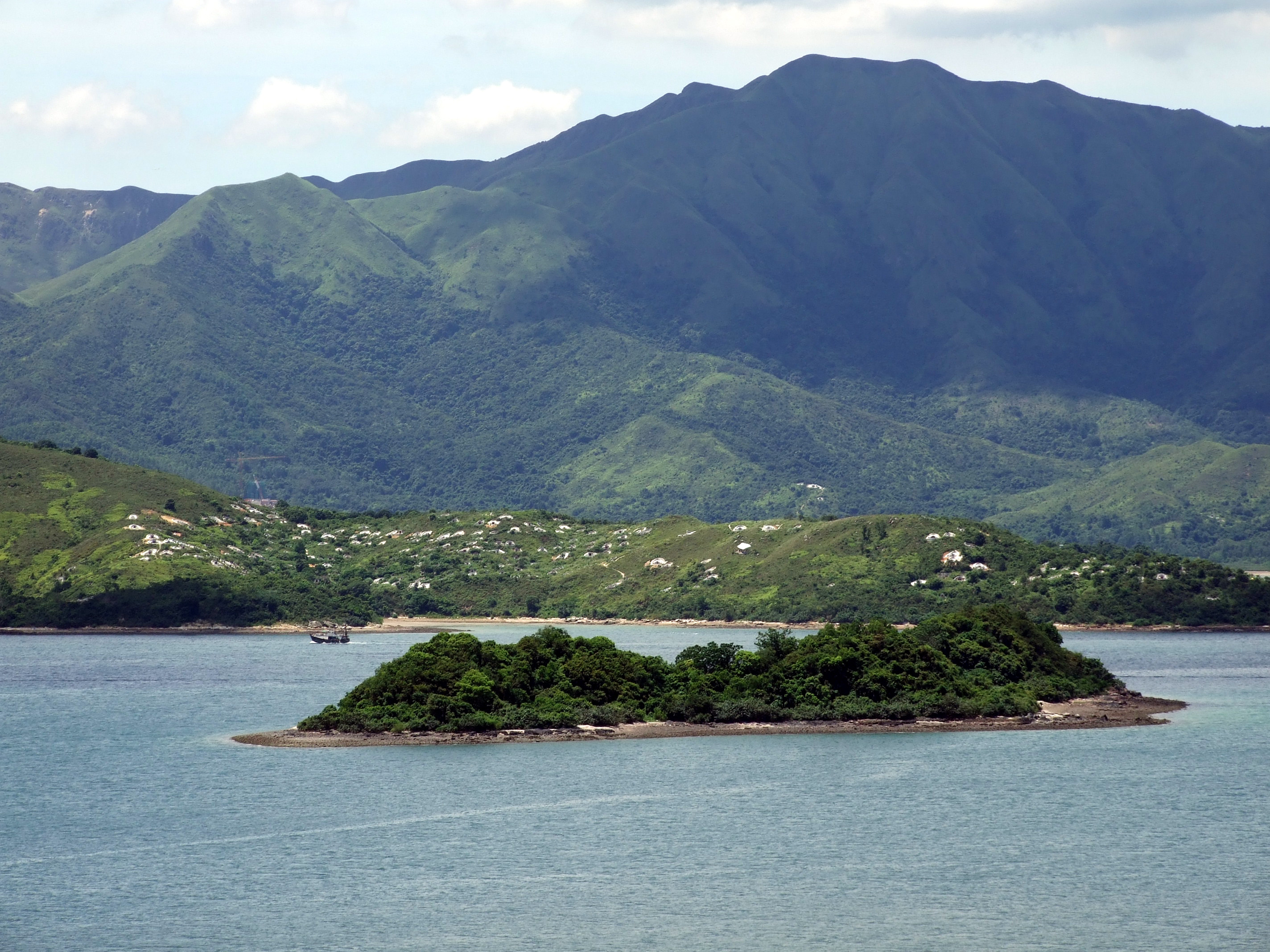
於吐露港中的丫洲

在香港的官方地圖中，丫洲的英文島名叫「Centre Island」，中文直譯就是「中間島」，意指為吐露港正中心的島嶼。丫洲島上草木茂盛，長滿低矮的亞熱帶藤蔓，有「植物殺手」之稱的薇甘菊入侵小島，香港中文大學生物系與香港漁農自然護理署研究利用寄生植物菟絲子來清除薇甘菊，在丫洲島上作為實驗基地。島上未見有淡水山溪提供可飲用的淡水，並沒有居民居住，是孤懸海上的荒島。然而丫洲是香港最大的白鷺林，每年的夏季均有數種鷺鳥在此繁殖。

## 地質
曾有人將丫洲岩層定義為「丫洲組」（Centre Island Formation），但現已棄用，丫洲近岸的地層以「大埔海形成層」（Tolo Harbour Formation）為主的頁岩、石英砂岩為主，以及零碎的凝灰岩塊，發現有蕨類等植物的化石，雖然就化石的產物與馬屎洲不同，惟以岩性而言其分別是不大的，年代距今約2億9,000萬年至2億4,800萬年前的二疊紀沉積岩。

## 考古遺址
雖然此島細小，但有不少新石器時代的遺物，如石器、陶瓷等，丫洲遺址是迄今新界東部地區最古老的文化遺存。1998年香港中文大學受香港政府委託，對新界東部大埔區進行文物普查工作，考古隊調查試掘在丫洲南北兩個平緩的馬鞍形山脊上進行，在北部山脊上開掘5個探方，除一個無發現文化遺物外，其餘相鄰的四個探方，均發現有屬於新石器時代的陶器及石器；在南部山脊上開掘的一條探溝，未發現遺物。據香港中文大學「楊瑞生古陶瓷熱釋光實驗室」李松基的測試，對該遺址陶片的測定估計丫洲第三層所屬的時代，大致是在距今6,000年前後大灣文化的範圍內，屬於本地新石器時代前段的文化遺存；而遺址第二層出土有弦紋組合的方格硬陶片可能是青銅器時代的遺物。

## 外部連結
- 香港吐露港丫洲的考古收獲（页面存档备份，存于）
- 史前大埔[永久]